# Kirchenfinanzierung
Kirchenfinanzierung betrifft die Frage, wie sich Religions- und Weltanschauungsgemeinschaften die für ihre Tätigkeit erforderlichen finanziellen Mittel beschaffen. Dies hängt zum einen von den rechtlichen Rahmenbedingungen seitens des jeweiligen Staates ab, also dem jeweils geltenden Staatskirchenrecht. Soweit dieses den einzelnen Gemeinschaften Selbstbestimmung zugesteht, hängt es zum anderen vom jeweiligen Kirchenrecht ab, inwieweit von den eingeräumten Möglichkeiten auch tatsächlich Gebrauch gemacht wird. Grundsätzlich wird zwischen drei Formen der Kirchenfinanzierung unterschieden:
- durch Spenden und Kollekten
- durch Kirchenbeiträge
- durch Kirchensteuern

In der Praxis kommen bei allen größeren Kirchen alle drei Formen zusammen.
Die Situation unterscheidet sich deshalb zwischen den einzelnen Religionen und Konfessionen sowie den einzelnen Staaten, ja mitunter auch innerhalb eines Staates erheblich.

## Deutschland
Die gegenwärtige Finanzierung der Kirchen in Deutschland ist das Ergebnis einer langen wechselvollen Geschichte. In ihr spiegelt sich auch das Verhältnis von Staat und Kirchen wider. Der folgende Überblick skizziert hauptsächlich die Finanzierung der evangelischen und der katholischen Kirchen. Dabei unterscheidet sich die Finanzierung der Kirchen in Deutschland von anderen Ländern dadurch, dass es
- eine institutionalisierte Kirchensteuer,
- direkte Zuwendungen des Staates (Staatsleistungen) und
- indirekte Subventionen durch den Staat gibt.

Die unterschiedlichen Leistungen an Religionsgemeinschaften sind immer wieder Anlass für Debatten in der Öffentlichkeit.

### Geschichte
Vor der Trennung von Staat und Kirche betrachtete der Staat, vor allem im Absolutismus, die Kirchenfinanzierung als staatliche Aufgabe. Mit dieser Fürsorge gingen allerdings auch Beschränkungen einher, etwa staatsgesetzliche Reglementierung der innerkirchlichen Organisation, Genehmigungserfordernisse bei Vermögensveräußerungen oder Beschränkung der Erbfähigkeit. Die in der kirchlichen Vermögensverwaltung tätigen Beamten wurden wegen dieser Staatsaufsicht lange Zeit als auch staatliche Beamte verstanden, was vor allem für das Strafrecht (Amtsdelikte) Bedeutung hatte.
Schon unter der Weimarer Reichsverfassung wurden diese Verbindungen abgebaut. In der Zeit des Nationalsozialismus sollten staatliche Finanzabteilungen innerhalb der Landeskirchen erneut Kontrolle im Sinne des Staates ausüben. Unter dem Grundgesetz für die Bundesrepublik Deutschland bestehen solche Verbindungen nicht mehr. Die finanzielle Leistungsfähigkeit prüft der Staat nur noch insoweit, als sie eine Voraussetzung für die Verleihung des Körperschaftsstatus ist, für den die jeweilige Gemeinschaft die „Gewähr der Dauer“ bieten muss.
Neben der Kirchensteuer gibt es jedoch seit über zwei Jahrhunderten eine direkte Finanzierung durch den Staat: Durch den Reichsdeputationshauptschluss im Jahre 1803 wurden die geistlichen Fürstentümer größtenteils aufgelöst, um damit weltliche Fürsten zu entschädigen. Der im Zuge der Säkularisation von ehemaligen kaiserlichen Lehen vereinbarte Ausgleich ist insofern eine deutsche Besonderheit, als sich der Staat verpflichtete, künftig teilweise für die Gehälter der Geistlichen aufzukommen, und zwar ohne zeitliche Begrenzung. Die Diskussion, ob die Kirchen tatsächlich entschädigungsberechtigt waren und ob nicht nach über 200 Jahren bereits eine Überkompensation stattgefunden hat, hält, auch angesichts der zunehmenden Säkularisierung der Bevölkerung, an.

### Struktur und innerkirchlicher Finanzausgleich
Die Religions- und Weltanschauungsgemeinschaften finanzieren sich heute aus sehr unterschiedlichen Quellen. Auch bilden die jeweiligen Konfessionen keine einheitliche Körperschaft, sondern bestehen aus zahllosen überörtlichen (Landeskirchen, Diözesen), regionalen (Kirchenbezirken, Verwaltungsgemeinschaften) und örtlichen (Kirchengemeinden) Untergliederungen, aus Körperschaften Öffentlichen Rechts, Stiftungen, Vereinen usw. Je nach (Vor-)Verständnis von Kirche (theologisch, staatskirchenrechtlich oder arbeitsrechtlich) kann die Zuordnung zum kirchlichen Bereich auch unterschiedlich sein. Ein einheitliches Verzeichnis aller Finanzen existiert somit nicht.
Gemeinschaften, die Kirchensteuer erheben, sind allerdings nach dem jeweiligen Landesrecht verpflichtet, die Kirchensteuerbeschlüsse und Jahresrechnungen öffentlich auszulegen. Ob aber überhaupt Steuer erhoben wird und welche Gliederungsebene dies tut, bleibt dem Kirchenrecht überlassen und kann deshalb je nach Religions- und Weltanschauungsgemeinschaft variieren. Häufig werden die finanziellen Mittel deshalb innerkirchlich weiterverteilt, etwa Kirchensteuerzuweisungen von der Landeskirche anteilig an die Ortsgemeinden. Auch zwischen verschiedenen Kirchen kann ein solcher Finanzausgleich praktiziert werden, etwa als Clearing-Verfahren zwischen steuererhebenden Landeskirchen oder im Rahmen kirchlicher Aufbau- und Entwicklungshilfe für finanzschwache Minderheitskirchen.
Im Folgenden können diese regional und konfessionell variierenden Einzelheiten nicht berücksichtigt werden.

### Herkunft der Mittel

#### Finanzierung aus eigenen Mitteln
Nach dem staatskirchenrechtlichen System des Grundgesetzes ist die Finanzierung der Religions- und Weltanschauungsgemeinschaften nicht mehr wie in früheren Zeiten auch staatliche Aufgabe (sog. res mixta), sondern in erster Linie Aufgabe der jeweiligen Gemeinschaft. Wie sie das erforderliche Geld aufbringt und verwendet, obliegt ihrem Selbstbestimmungsrecht.
Religionsgemeinschaften und Weltanschauungsgemeinschaften haben das Recht, ihren Finanzbedarf durch die Verwaltung eigenen Vermögens (etwa der Vergabe von Erbbaurechten) oder den Ertrag ihrer ortskirchlichen oder überörtlichen Stiftungen (zum Beispiel die Evangelische Stiftung Pflege Schönau) zu decken. Diese Gelder aus Vermögen, Vermietung und Verpachtung oder Aktienbesitz werden häufig in den veröffentlichten Haushalten aufgelistet.
Die Gemeinschaften haben auch das Recht, sich unternehmerisch zu betätigen. Sie dürfen Eigentümer von Unternehmen und Unternehmensbeteiligungen (z. B. Aktien) sein.

#### Finanzierung aus Mitteln ihrer Mitglieder
Daneben können Religions- und Weltanschauungsgemeinschaften wie auch alle anderen Körperschaften von ihren Mitgliedern Mitgliedsbeitrag erheben. Bei privatrechtlichen Religionsvereinen sind diese Beiträge privatrechtlich, im Falle des Körperschaftsstatus öffentlich-rechtlich (etwa das allgemeine Kirchgeld und das Kirchgeld in glaubensverschiedener Ehe).
Nur die korporierten Religions- und Weltanschauungsgemeinschaften sind daneben berechtigt, Kirchensteuer, bei den jüdischen Gemeinden abweichend „Kultussteuer“ genannt, zu erheben (2007: ev.: 4.198,82 Mio. EUR, kath.: 4.804,12 Mio. EUR). Sie beträgt momentan je nach Bundesland und betroffener Gemeinschaft 8 % oder 9 % der Einkommensteuer des Mitglieds. Der Staat erhält als Entgelt für den Einzug der Kirchensteuer einen prozentualen Anteil von 2 bis 4,5 Prozent des Kirchensteueraufkommens (abhängig vom Bundesland).

#### Finanzierung aus freiwilligen Zuwendungen
Darüber hinaus fließen den Kirchen (häufig, aber nicht zwingend von Seiten ihrer Mitglieder) freiwillige Kollekten und Spenden zu, oft für Einzelprojekte wie Neubauten, Renovierungen oder größere Investitionen. Haus- und Straßensammlungen (etwa im Rahmen der Opferwoche) für das Diakonische Werk sind ebenfalls zulässig und üblich. In den letzten Jahren hat auch das so genannte Fundraising (gezieltes Einwerben von Spenden) für Kirchengemeinden vor allem in evangelischen Landeskirchen an Bedeutung zugenommen. Auch Vermächtnisse oder Erbschaften werden mitunter zugewandt.

#### Gegenleistungen für konkrete Tätigkeiten
Für manche kirchliche Amtshandlungen sind, je nach dem jeweiligen Kirchenrecht, Gebühren zu entrichten, sogenannte Stolgebühren. Daneben können Entgelte für die Benutzung kirchlicher Einrichtungen wie Kindergärten, Krankenhäuser, Sozialstationen usw. anfallen. Auch Teilnehmerbeiträge, zum Beispiel an Kinder- oder Jugendfreizeiten, können anfallen.
Der Staat zahlt für die Bereitstellung bestimmter Angebote, etwa Kindergärten oder kirchlicher Fachhochschulen, Zuschüsse. Hierzu gehört auch die Vergütung für den Religionsunterricht, wenn er anstatt durch den Staat durch kirchliche Amtsträger erteilt wird. Hinzu kommen Zuschüsse für die Seelsorge an öffentlichen Einrichtungen (Militär, Polizei, Gefängnis, Anstalten).

#### Finanzierung aus staatlichen Mitteln

##### Zuschüsse
Im staatskirchenrechtlichen System des Grundgesetzes ist es dem Staat nicht untersagt, im Rahmen des Subsidiaritätsprinzips auch religiöse oder weltanschauliche Tätigkeit zu bezuschussen, wenn dabei das Paritätsprinzip beachtet wird. Dabei geht es vor allem um Zuschüsse (Subventionen) von Bund und Ländern sowie von Kommunen und Kreisen für die kirchliche Übernahme von Aufgaben, die andernfalls der Staat selbst wahrnehmen müsste. Hierunter fallen Zuschüsse für den Betrieb diakonischer Einrichtungen wie Kindergärten, Altenheime usw. sowie für die Erhaltung bzw. Ausstattung der erforderlichen Gebäude. Der Umfang wird allerdings nirgendwo zentral dokumentiert. Die Zuschüsse der Bundesregierung für die selbständigen kirchlichen Werke wie Brot für die Welt und Misereor, die Entwicklungshilfeaufgaben leisten und derer sich der Staat für die Realisierung seiner gesetzlichen Pflichten bedient, beliefen sich 2003 auf 160 Mio. € gegenüber 500 Mio. € Eigenmitteln (www.bmz.de). Neben diesen jährlichen Zuwendungen gibt es die periodisch wiederkehrenden Zuschüsse für Kirchen- und Katholikentage (zum Beispiel 8,3 Mio. € für den Katholikentag 2000 in Hamburg), Papstbesuche, Weltjugendtreffen usw. Auch jüdische Gemeinden erhalten finanzielle Unterstützung für ihre Tätigkeit.

##### Positive Staatsleistungen
Davon zu unterscheiden sind die „positiven Staatsleistungen“. Darunter versteht man Leistungen vor allem der Bundesländer, die auf Entschädigungszahlungen für Grundbesitz und Vermögen beruhen, der den Kirchen unter anderem im Zuge des Reichsdeputationshauptschlusses 1803 enteignet wurde. Sie fußen zum Teil auf Staatskirchenverträgen (zum Beispiel mit Bayern (1924), Preußen (1929) und Baden (1932)), auf dem nach wie vor gültigen Reichskonkordat von 1933, auf Bestimmungen des Grundgesetzes und neuerer Länderkonkordate, teilweise jedoch auf noch älteren Rechtstiteln. „Die auf Gesetz, Vertrag oder besonderen Rechtstiteln beruhenden Staatsleistungen an die Religionsgesellschaften werden durch die Landesgesetzgebung abgelöst. Die Grundsätze hierfür stellt das Reich auf“, heißt es in Art. 138 der Weimarer Reichsverfassung, laut Art. 140 GG Bestandteil des Grundgesetzes. Eine solche gesetzliche Ablösung ist noch nicht erfolgt. Zu den wichtigsten Staatsleistungen gehören z. B. Bauzuschüsse für kirchliche Gebäude (Kirchenbaulast) oder Dotationen (Zuschüsse für die Personalausgaben). Die aktuellen Zahlungen dieser positiven Staatsleistungen werden in den jeweiligen Länderhaushalten ausgewiesen. Dabei wird diese Art der Finanzierung der Kirchen in der Öffentlichkeit immer wieder diskutiert. So „bekommt ein Bischof […] nach Informationen der Forschungsgruppe Weltanschauungen in Deutschland in der Regel etwa 8000 Euro Brutto-Einkommen im Monat, ein Erzbischof erhält in der Besoldungsgruppe B 11 bis zu 12.000 Euro.“

##### Negative Staatsleistungen
Zusätzlich zu den positiven Staatsleistungen gibt es auch „negative Staatsleistungen“. Dazu zählen die unterschiedlich weitreichenden Befreiungen der korporierten Religions- und Weltanschauungsgemeinschaften von verschiedenen Steuern und Gebühren, wie sie allen Gemeinschaften mit Körperschaftsstatus zugutekommen. Bezüglich einzelner Steuerarten (Körperschaftssteuer, Grund-, Vermögens- und Gewerbesteuer zum Beispiel bei Caritas- und Diakoniebetrieben) bedürfte es einer differenzierten Darstellung. Der Umfang dieser Begünstigung ist nicht exakt zu ermitteln.

#### Abzugsfähigkeit der Kirchensteuer
Die Abzugsfähigkeit der gezahlten Kirchensteuer als Sonderausgabe dient nicht direkt der Kirchenfinanzierung, denn die sich hieraus ergebenden Steuermindereinnahmen kommen nicht den Kirchen selbst zugute, sondern begünstigen die einzelnen Kirchenmitglieder. In den Subventionsberichten der Bundesregierungen wird die Abzugsfähigkeit jedoch als eine unbefristete „Begünstigung anerkannter Religionsgesellschaften und ihnen gleichgestellter Religionsgemeinschaften aus kirchenpolitischen und sozialpolitischen Erwägungen“ bezeichnet. Für das Jahr 2018 prognostizierte die Bundesregierung im 26. Subventionsbericht der Bundesregierung den Umfang der Subventionierung der Kirchensteuer mit 3,88 Mrd. Euro. Für das Jahr 2018 wurden von den Kirchen 12,4 Mrd. Euro als Rekordeinnahmen vermeldet, das bedeutet rechnerisch, dass rund 1/3 der jährlichen Kirchensteuer aus dem allgemeinen Steueraufkommen, also auch aller nicht Kirchensteuerpflichtigen, gezahlt werden.

### Kirchliche Wohlfahrtsverbände
Viele Religionen und Weltanschauungen haben den ethischen Anspruch, anderen in Notsituationen beizustehen (zum Beispiel Nächstenliebe in Judentum und Christentum). Soziale Tätigkeit wird insbesondere nach dem Selbstverständnis der christlichen Religionsgemeinschaften als „Lebens- und Wesensäußerung der Kirche“ verstanden. Der Staat erkennt diese religiöse Motivation, die von der Religionsfreiheit geschützt ist, an. Außerdem verpflichtet ihn in vielen Bereichen das Subsidiaritätsprinzip dazu, soziale Dienste freien Wohlfahrtsverbänden zu überlassen, wenn diese die an sich staatlichen Aufgaben der Daseinsvorsorge erledigen können und wollen. Der Staat darf hier religiöse Anbieter nicht anders behandeln als nichtreligiöse.
Infolgedessen wird ein hoher Anteil der Aufwendungen von Mitgliedsverbänden von Diakonie, Caritas, Zentralwohlfahrtsstelle der Juden in Deutschland usw. wie bei anderen Anbietern auch von den Sozialversicherungen vergütet. Wie in vergleichbaren Fällen kommen Bundes- und Länderzuschüsse, Lotteriegelder, Spielbankenabgaben, Erlöse aus dem Verkauf von Wohlfahrtsmarken, Spenden, Zuwendungen aus Fernsehaktionen (zum Beispiel Aktion Mensch, Glücksspirale), Kollekten, Sammlungen und gerichtliche Geldauflagen hinzu. Diese Finanzsummen werden derzeit auf ca. 440 Mio. € geschätzt. Hinzu kommen wie bei anderen sozialen Einrichtungen Werte in Form von „kostengünstigen Mitarbeitern“: Zivildienstleistende, ABM-Kräfte und 1-Euro-Jobber.
Die Beteiligung an der finanziellen Ausstattung von Caritas und Diakonie aus kircheneigenen Geldmitteln beträgt – zusätzlich zu gesonderten Spenden der Kirchenmitglieder – nach Auskunft der evangelischen Landeskirchen bzw. katholischen (Erz-)Bistümer ca. 10 % des jeweiligen kirchlichen Haushalts. Hinzu kommen Leistungen kirchlicher Haupt- und Ehrenamtlicher in erheblichem Umfang.
Ein Finanzierungsüberblick ist allerdings kompliziert, weil es sich nicht um wenige Unternehmen handelt, sondern im sozialen Bereich mehrere tausend rechtlich selbständige Vereine, Stiftungen, gemeinnützige GmbHs usw. verschiedener Religionen und Konfessionen tätig sind. Zusammen sind sie mit ca. 1,1 Mio. Beschäftigten die zweitgrößten Arbeitgeber nach dem öffentlichen Dienst; 2002 soll der Jahresumsatz ca. 45 Mrd. € betragen haben. Die einzelnen Organisationen geben jeweils nach den für sie geltenden Vorschriften (gemeinnützige Kapitalgesellschaften) oder freiwillig (Diakonie-Bundesverband seit 2004) Rechenschaft über ihre Finanzierung; eine Gesamtübersicht wird von ihnen nicht erstellt. Nach Horst Herrmanns Kritik an der Caritas (1993) hat Carsten Frerk 2005 eine umfangreiche kritische Studie zu den Finanzen der beiden größten religiösen Wohlfahrtsverbände veröffentlicht.
Besondere Bedeutung für die Wirtschaftskraft der karitativ tätigen Verbände hat die – wie auch bei anderen gemeinnützigen Organisationen – Befreiung von der Gewerbesteuer. Die sich daraus ergebende Subventionierung ist nur schwer zu beziffern.

## Kirchenfinanzierung in Österreich
Die „gesetzlich anerkannten Kirchen und Religionsgemeinschaften“ haben das Recht, sich über die Einhebung eines Kirchenbeitrages, für dessen Eintreibung sie selbst verantwortlich sind, zu finanzieren. „Kirchensteuer“ als eine vom Staat in Namen der Kirche eingehobene und weitergeleitete Steuer wie in Deutschland und Italien, gibt es nicht. Von dieser Möglichkeit machen die römisch-katholische Kirche und die evangelischen Kirchen (A.B. und H.B.) Gebrauch.
Die Republik Österreich ist den staatlich anerkannten Kirchen und Religionsgemeinschaften dabei auf zweierlei Art behilflich:
- Personen mit Wohnsitz in Österreich können – aber sie müssen es nicht – auf dem Antragsformular zur melderechtlichen Anmeldung (auf dem „Meldezettel“) ihr Religionsbekenntnis angeben. Die staatlich anerkannten Kirchen und Religionsgemeinschaften haben das Recht, von den Meldeämtern der politischen Gemeinden eine Liste mit vollständigem Namen, Geburtsdatum und Wohnsitzadresse anzufordern. Diese Liste mit den sich zur Religionsgemeinschaft zugehörig deklarierten Personen muss auf Antrag kostenlos ausgehändigt werden.
- Sollte eine staatlich anerkannte Kirche oder Religionsgemeinschaft eine Regelung bezüglich eines zu leistenden Kirchenbeitrages (finanziellen Beitrages) in ihrem internen Recht erstellt haben, wird diese Regelung (so sie nicht anderen staatlichen Regelungen widerspricht) durch Erlass der Bundesregierung zum gültigen staatlichen Recht erhoben. Dadurch ist die Leistung des Kirchenbeitrages zurzeit (April 2008) für Mitglieder der römisch-katholischen, der evangelischen Kirche A.B., der evangelischen Kirche H.B. eine gesetzliche Pflicht. Außenstände können von den staatlich anerkannten Kirchen und Religionsgemeinschaften – wie alle anderen Schulden – daher eingeklagt werden.

### Historische Entwicklung

#### In der römisch-katholischen Kirche
Bis zur Erlassung des Toleranzpatents von Kaiser Joseph II. 1782 gab es in Österreich offiziell nur die röm.-kath. Kirche. Diese finanzierte sich über den über die Jahrhunderte angewachsenen Grundbesitz (Erbschaften), Messstipendien (Erbschaften mit der Auflage, die Erträgnisse für Seelenmessen zu verwenden) und Stolgebühren. Dabei war die Verteilung der Erträgnisse sehr unterschiedlich. So lebten die auf Pfründen angewiesenen Ortsgeistlichen teilweise in bitterster Armut, während die Bischöfe und einzelne Klöster aufgrund der Erträgnisse aus großen Ländereien zu den reichsten Personen ihrer Zeit gehörten. So geht die barocke Pracht der Salzburger Innenstadt auf die Erträgnisse des Grundbesitzes der Salzburger Fürsterzbischöfe zurück.
Kaiser Joseph II. war an einer Verbesserung der pastoralen Versorgung der Bevölkerung (vor allem auf dem Land) interessiert und zog den größten Teil kirchlichen Besitzes ein, um den Religionsfonds zu gründen. Aus dessen Erträgnissen wurden eine große Anzahl von Kirchen gebaut oder renoviert und die Ortsgeistlichen besoldet (Daher die große Anzahl von barocken oder barockisierten Kirchen in Österreich).
Bis 1939, im Folgejahr nach dem „Anschluss“ Österreichs an das Dritte Reich, wurden alle Personalkosten und Sachaufwändungen der röm.-kath. Kirche aus den Erträgnissen des Religionsfonds bezahlt. Ab 1885 reichten diese nicht mehr aus, um die Ausgaben der Kirche zu finanzieren, das Defizit wurde vom Staat ausgeglichen. Die röm.-kath. Kirche kannte bis 1939 keinen Kirchenbeitrag.
Mit dem Einmarsch deutscher Truppen nach Österreich 1938 begann der nationalsozialistische Unterdrückungsapparat sofort nach Wegen zu suchen, den Religionsfonds in staatliche Hand zu überführen. 1939 wurde der Religionsfonds verstaatlicht. Um die röm.-kath. Kirche zu diskreditieren, wurde der röm.-kath. Kirche das „Recht auf Einhebung eines Kirchenbeitrags“ gewährt: Aus dem Schreiben der Gestapo Wien an die Gestapo Berlin: „Bei Kenntnis der ostmärkischen Mentalität, ist von einer massenhaften Abwendung von der katholischen Kirche zu rechnen.“
Nach der Befreiung Österreichs von der nationalsozialistischen Unterdrückung 1945 wurden zwischen der neu gewählten Bundesregierung und der römisch-katholischen Kirche Verhandlungen bezüglich der Rückgabe der Besitzungen des Religionsfonds begonnen. Um die bedrückende finanzielle Lage der jungen zweiten Republik nicht noch mehr zu verschlimmern, verzichtete die römisch-katholische Kirche 1947 endgültig und unwiderruflich auf alle Ansprüche auf Rückgabe oder Erträgnisse aus dem Religionsfonds. Die Ländereien des Religionsfonds bilden den Kern der heutigen „österreichischen Bundesforste“. Die Kirche erhielt als Gegenleistung das vage Versprechen, „die Republik Österreich werde bei der Einhebung des Kirchenbeitrags behilflich sein“. Was diese Aussage bedeutet, ist immer wieder Gegenstand von Diskussionen zwischen Staat und röm.-kath. Kirche.
Der Staat bezahlt in Österreich alle Religionslehrer an öffentlichen Schulen, sowie Hochschullehrer, die katholische Theologie lehren. Dabei hat der Staat kein Mitspracherecht bei der Besetzung. Wenn ein derartiger Lehrer, aus welchen Gründen immer, von der Kirche suspendiert wird, verliert er automatisch die staatliche Bezahlung.
Generell herrscht bei der römisch-katholischen Bevölkerung ein gewisser Widerstand gegen die Bezahlung des Kirchenbeitrages vor, da die Fama noch immer von den „Reichtümern“ der römisch-katholischen Kirche spricht.
Die finanzielle Situation der römisch-katholischen Kirche in Österreich ist durch die „Kulturlasten“ sehr angespannt, ungefähr 70 % der denkmalgeschützten Bauten Österreichs befinden sich im Besitz der römisch-katholischen Kirche, und damit die gesetzliche Pflicht zu deren „baugemäßer“ Erhaltung.
Der Kirchenbeitrag wird durch die Diözesen mittels „Kirchenbeitragsstellen“ eingehoben, die einzelnen römisch-katholischen Pfarrgemeinden müssen sich über Spenden und Stolgebühren erhalten, erhalten aber projektbezogen Zuwendungen aus dem eingehobenen Kirchenbeitrag.

#### In den evangelischen Kirchen
Im Folgenden wird von „den“ evangelischen Kirchen gesprochen, hiermit ist die Evangelische Kirche A. B. und die Evangelische Kirche H.B. in Österreich gemeint.

##### In der Toleranzzeit
Bis zur Erlassung des Staatsgrundgesetzes 1867 war es den evangelischen Kirchen verboten, Kirchenbeitrag einzuheben, sie erhielten aber auch keine Zuwendungen aus dem Religionsfonds, außerdem waren die Stolgebühren an den für den jeweiligen Ort zuständigen röm.-kath. Geistlichen zu entrichten, was eine Finanzierung des evangelischen Pfarrers aus Amtshandlungen ausschloss. Diese Bestimmungen wurden mit viel Geschick umgangen, so vermieteten die evangelischen Pfarrgemeinden Kirchensitze für jeweils ein Jahr um den Kirchbau und -erhalt zu finanzieren, weiters bürgerte sich das Geschenk eines „Trinkgeldes“ an den evangelischen Geistlichen bei Amtshandlungen ein. Trotzdem muss festgehalten werden, dass die meisten evangelischen Geistlichen in der Toleranzzeit in großer Armut und primär von den Erträgnissen des (meist großen) Pfarrgartens lebten, zumal die Höhe des Gehalts zwischen der jeweiligen Pfarrgemeinde und dem Geistlichen vereinbart wurde.

##### Vom Staatsgrundgesetz 1867 bis zum Ende der Monarchie
Durch die Erlaubnis der Einhebung eines Kirchenbeitrags stabilisierte sich die finanzielle Situation der evangelischen Gemeinden. Da die evangelische Bevölkerung um dieses Recht gekämpft hatte, gab es kaum Widerstände gegen den Kirchenbeitrag.

##### Heutige Situation
Durch die Generalsynode von 1931 wurde die Bezahlung der Geistlichen eine Aufgabe der gesamten Evangelischen Kirche in Österreich.
In der Zeit des autoritären Ständestaates von 1933 bis 1938 und der nationalsozialistischen Diktatur von 1938 bis 1945 wurden diese Reformbestimmungen allerdings nicht umgesetzt, somit blieb die Situation des Protestantenpatents von 1861 in Rechtskraft.
Mit dem Wiedererstehen Österreichs 1945 als Demokratie veränderte sich die Praxis schlagartig, da die Republik ihre Rechte zur Verwaltung der evangelischen Kirchen nicht mehr ausübte. Durch das Protestantengesetz 1961 konnte der jahrhundertelange Kampf der evangelischen Kirchen um die Rechtssicherheit bezüglich der Einhebung eines Kirchenbeitrages endlich zum Abschluss gebracht werden.
Heute (2008) heben die Pfarrgemeinden im Auftrag des Oberkirchenrates den Kirchenbeitrag ein. Davon werden etwa zwei Drittel an den Oberkirchenrat überwiesen, der davon die Geistlichen besoldet (knapp 80 % der Einnahmen), das verbleibende Drittel wird zum Großteil für den Neubau und Erhalt von Kirchen und Pfarrzentren ausgegeben.
Zusammenfassend kann gesagt werden, dass die evangelischen Kirchen in Österreich nach langem Kampf heute (2008) eine Rechtssicherheit bezüglich der Finanzierungsgrundlage durch die Möglichkeit der Einhebung des Kirchenbeitrages und die Erlaubnis Spenden zu sammeln haben. Die Kirchen sind im Vergleich zu Kirchen in Staaten mit staatlich eingezogener Kirchensteuer arm, die Pfarrergehälter liegen zum Beispiel weit unter denen in der BRD. 

### Andere anerkannte Kirchen und Religionsgemeinschaften

#### Buddhistische Gemeinschaft
Ist nach vielen Problemen seit 1983 in Form der Österreichischen Buddhistischen Religionsgesellschaft
(ÖBR) als Religion anerkannt. Die Anerkennungsprobleme gab es wegen der „Gottlosigkeit“. Die Buddhisten finanzieren sich über freiwillige Mitgliedsbeiträge. Als untere Grenze gilt der vom Finanzamt anerkannte Abzugs-Betrag für Religionsgemeinschaften.

#### Orthodoxe Kirchen
Finanzierung zurzeit über Spenden. Da die meisten Gemeinden erst durch Einwanderung nach den diversen Kriegen im Rahmen der Nachfolgestaaten Jugoslawiens entstanden sind, ist die innere Organisation erst im Aufbau.

#### Jüdische Kultusgemeinde
Keine zentrale Finanzverwaltung, die Gemeinden organisieren ihre finanziellen Angelegenheiten selbst.

#### Islamische Kultusgemeinde
Die zentrale islamische Kultusgemeinde ist zwar das muslimische Gegenüber der Republik und für die inhaltliche Organisation zum Beispiel des Religionsunterrichts an den „Schulen mit Öffentlichkeitsrecht“ in Gleichstellung mit den christlichen Kirchen verantwortlich. Sie zählt zu ihren Mitgliedern nach eigener Angabe nur ein Prozent der Personen, die sich bei der letzten Volkszählung als „muslimisch“ deklarierten. Diese sind „berechtigt“ einen finanziellen Beitrag auf Spendenbasis zu leisten.
Gläubige Muslime organisieren sich in Moscheegemeinden, über deren Finanzierung keine Erkenntnisse vorliegen.

### Staatlich nicht anerkannte religiöse Gemeinschaften
Staatlich nicht anerkannte religiöse Gemeinschaften finanzieren sich entweder auf Spendenbasis oder – vor allem bei den „freichristlichen Gemeinden“ – über den „Zehnten“, also die Bezahlung von 10 Prozent des Nettoeinkommens an die Ortsgemeinde. Keine dieser Gemeinschaften kennt eine zentrale, österreichweite Einhebung eines Beitrages.

## Kirchenfinanzierung in Frankreich
In Frankreich gilt die strikte Trennung von Kirche und Staat, der sogenannte Laizismus. In den großen Säkularisationen von 1789 und 1905 hatte der französische Staat sämtliche Kirchengebäude zu Staatseigentum erklärt. Deshalb trägt er heute als Eigentümer die Kosten für die Erhaltung der vor 1905 entstandenen Gebäude und stellt sie den Gemeinden kostenlos zur Verfügung.
Es gibt in Frankreich keine Kirchensteuer. Die Kirche finanziert sich aus den freiwilligen Beiträgen ihrer Mitglieder. Beispielsweise zahlen Katholiken den sogenannten „Kultbeitrag“ (auch Kirchenzehnt oder denier d’église genannt). Als Richtwert für dessen Höhe empfiehlt die Kirche etwa ein Prozent des Gehalts eines Kirchenmitglieds. Dieser Beitrag wird jährlich, zumeist in der Fastenzeit, erhoben. In 2012 zahlten ihn circa 1,25 Mio. Spender.
Im Jahr 2012 nahm die katholische Kirche in Frankreich 613,4 Mio. Euro ein. Die Einnahmen stützten sich 2012 auf fünf Einnahmequellen: Der Kirchenzehnt betrug durchschnittlich 40 % der Einnahmen. Kollekten (quêtes) in den Messen trugen zu 25 % bei, Stolgebühren (casuel; d. h. Spenden aus Anlass einer Taufe, Firmung, Hochzeit, Beerdigung etc.) 13 %, Messstipendien (Messes; zur Feier von Messen für besondere Anliegen) 8 % und Vermächtnisse (Legs) 14 %.
Viele alte Kirchen in Frankreich befinden sich in einem sanierungsbedürftigen Zustand. Als Eigentümer müssten die Kommunen für Renovierungen aufkommen; vor allem in ländlichen Gebieten mit Bevölkerungsschwund sind Renovierungen nicht mehr finanzierbar oder die Gemeinden investieren alternativ in Infrastruktur-Projekte wie Schulen oder Straßen.
Der französische Staat unterstützt die Kirchen in einem stärkeren Ausmaß, als das verfassungsrechtliche Prinzip der strikten Trennung von 1789 und 1905 es erscheinen lässt. Durch das unterstützende Eingreifen des Staates soll das Überleben der Kirchen gesichert werden und die Gläubigen als Alleinfinanzierer der Kirchen entlastet werden. Das Vorgehen ähnelt dem Subsidiaritätsprinzip. Einige Maßnahmen der Zusammenarbeit sind zum Beispiel: Seit den 1950er Jahren können Kirchen Grundstücke erben, ohne diese Zuflüsse versteuern zu müssen. 1987 wurde das Gesetz zum Mäzenatentum verabschiedet. Spenden können in einem höheren Maße von der Steuer als vorher abgesetzt werden. Beispielsweise kann ein Spender für eine 100-Euro-Spende 66 Euro von der Steuer absetzen. Im Wallfahrtsort Lourdes besteht eine Partnerschaft in Form einer öffentlich-privaten Gesellschaft zwischen der Wallfahrtsstätte und der Stadt. Die Stadt hält 51 % an dem Unternehmen. Die Wirtschaft in Lourdes profitiert von der Wallfahrtsstätte; die Stadt hilft der Wallfahrtsstätte, an regionalen und europäischen Förderprogrammen teilzunehmen.
Ausnahme Elsass-Lothringen
Im Elsass sowie dem lothringischen Département Moselle, dem ehemaligen Reichsland Elsaß-Lothringen, ist das napoleonische Konkordat noch gültig, daher werden die Geistlichen vom Staat bezahlt, und Zuwendungen für den Erhalt der kirchlichen Gebäude geleistet.

## Kirchenfinanzierung in anderen Ländern
In Italien, Spanien und Ungarn gibt es statt einer Kirchensteuer eine Mandatssteuer. Diese Steuer wird von allen Steuerzahlern gezahlt (man kann sich ihr also nicht durch einen Kirchenaustritt entziehen), aber der Steuerzahler kann selbst jedes Jahr frei entscheiden, welcher Kirche/Religionsgemeinschaft oder welcher anderen sozialen/kulturellen Institution sein Steuerbeitrag zufließen soll.